# Fossato Serralta
Fossato Serralta är en ort och kommun i provinsen Catanzaro i regionen Kalabrien i Italien. Kommunen hade 591 invånare (2018).